# Залужани (Самбірський район)
Залужа́ни (Тата́ри до 7 травня 1946 року) — село в Україні, у Новокалинівській міській територіальній громаді Самбірського району Львівської області.

## Розташування
Село знаходиться на території Залужанського газоконденсатного родовища, котре було названо його ім'ям. До районного центру міста Самбір — 14 684 м, до центру територіальної громади міста Новий Калинів — 11 км.
Сусідні населені пункти:

## Клімат
Для Залужан характерний теплий та помірно-вологий клімат. У Залужанах протягом року випадає значна кількість опадів. У рік випадає близько 693 мм опадів. Найпосушливіший місяць — лютий з опадами 35 мм. Велика частина опадів випадає в червні, у середньому 95 мм.
Середньорічна температура в Залужанах — 7.8 °C. Найтепліший місяць року — липень з середньою температурою 17.8 °C. Середня температура в січні — -3.8 °C. Це найнижча середня температура протягом року.
Різниця між кількістю опадів між самим сухим і найвологішим місяцем — 60 мм. Середня температура змінюється протягом року на 21.6 °C.
| Клімат у Залужанах        | Клімат у Залужанах | Клімат у Залужанах | Клімат у Залужанах | Клімат у Залужанах | Клімат у Залужанах | Клімат у Залужанах | Клімат у Залужанах | Клімат у Залужанах | Клімат у Залужанах | Клімат у Залужанах | Клімат у Залужанах | Клімат у Залужанах | Клімат у Залужанах |
| Показник                  | Січ.               | Лют.               | Бер.               | Квіт.              | Трав.              | Черв.              | Лип.               | Серп.              | Вер.               | Жовт.              | Лист.              | Груд.              | Рік                |
| Середній максимум, °C     | −1                 | 0,6                | 5,7                | 13,0               | 18,7               | 21,5               | 23,0               | 22,6               | 18,5               | 13,1               | 6,0                | 1,1                | 12,2               |
| Середня температура, °C   | −3,8               | −2,1               | 2,2                | 8,4                | 13,5               | 16,4               | 17,8               | 17,3               | 13,6               | 8,7                | 3,1                | −1,3               | 7,8                |
| Середній мінімум, °C      | −6,5               | −4,8               | −1,3               | 3,8                | 8,3                | 11,3               | 12,7               | 12,1               | 8,8                | 4,3                | 0,2                | −3,6               | 3,9                |
| Норма опадів, мм          | 36                 | 35                 | 39                 | 49                 | 76                 | 95                 | 93                 | 75                 | 58                 | 46                 | 43                 | 48                 | 693                |
| ------------------------- | ------------------ | ------------------ | ------------------ | ------------------ | ------------------ | ------------------ | ------------------ | ------------------ | ------------------ | ------------------ | ------------------ | ------------------ | ------------------ |
| Джерело: Climate Data.org |                    |                    |                    |                    |                    |                    |                    |                    |                    |                    |                    |                    |                    |

## Назва
Колишня назва села — Татари, виникло в X столітті; сучасна назва села Залужани — з 1965 року.

## Історія села
На околиці села досліджено поселення епохи міді (III тисячоліття до н. е.).
У 1537 році за декретом польського короля Сіґізмунда I королева Бона Сфорца, яка фактично керувала державою при своєму престарілому чоловікові, викупила 77 сіл Самбірської економії у кредиторів за 25 025 флоренів. Серед цих сіл були Татари.
За Речі Посполитої село входило до Дублянського ключа Самбірської королівської економії.
Після Листопадового зриву українська влада встановлюється в Татарах вже у перших числах листопаду. Вже 10 листопада 1918 року в селі утворено «Комісію громадську», котра перебрала на себе владу. Тимчасовим комісаром «Комісії громадської» був призначений Дідух Іван Федорович. 21 грудня 1918 року в приміщенні школи відбулись перші українські вибори. Було обрано постійного комісара громадського замість тимчасового, заступника комісара, асесорів, радних, членів харчової та земельної комісії. Комісаром було обрано Івана Дідуха. Воювати в Українську Галицьку армію з села пішли Михайло Савчин та Олекса Костюк, а в Армії УНР воював Дмитро Бурко.
1 квітня 1938 р. село Татари передане з гміни Дорожів Самбірського повіту до гміни Дубляни.

## Населення
Станом на 2001 рік, населення села налічувало 386 осіб.
| 1880  | 1885  | 1892  | 1903  | 1939   | 1989  | 2001  |
| ----- | ----- | ----- | ----- | ------ | ----- | ----- |
| → 852 | ↗ 858 | ↘ 853 | ↗ 967 | ↗ 1013 | ↘ 398 | ↘ 386 |

## Церква Різдва Пресвятої Богородиці
Церква у селі вперше згадується в 1565 році. Попередня дерев'яна церква була збудована в 1828 році. Парохами у селі були о. Клімашевський (1825—1840), о. Іоанн Коростенський (1840—1872), який також був секретарем Самбірської Руської Ради, москвофіл о. Юліан Платек (1875—1895), о. Микола Нестерович (1895—1920).
У 1894 році зведено з дерева існуючий храм Різдва пр. Богородиці, баню і дахи якого у 1909 році покрили бляхою.
У довоєнні роки, з 1920 до 1945 року, парохом села був отець Андрій Бардахівський (нар. 15 липня 1893 — пом. 27 лютого 1945), який одночасно був деканом Лучанського деканату до самої своєї смерти.
До 1946 року парафія села була окремою та входила до Лучанського деканату Перемишльсько-Самбірсько-Сяніцької Єпархії УГКЦ.
Нині парафія с. Залужани є дочірньою до громади Святого Миколая села Лука, Дублянського деканату, Самбірсько-Дрогобицької Єпархії.
21 вересня 2004 року Владика Юліан (Вороновський) очолив святкування 100-ліття церкви. На стіні храму дану подію увіковічнили в таблиці: 
|  | Цю таблицю встановлено на честь 100-літнього ювілею церкви Різдва Пресвятої Богородиці 1904р — 2004р. |

## Мовні особливості села
У селі побутує говірка наддністрянського говору. Деякі слова та фразеологізми, що вживаються у селі Залужани:
- бабýня — пестлива назва бабусі;
- бáки — бакенбарди;
- бич — батіг;
- боз — бузок;
- бо́мки — ґедзі;
- брама — ворота;
- бурача́нка — гичка буряків;
- бузько, бузьок — лелека;
- ва́р'ят — божевільний;
- верéта — рядно;
- ве́льон — фата нареченої;
- вúдіти — бачити;
- ви́шка — горище;
- видро — відро;
- взьити — взяти;
- вуянка, вýйна — дружина брата матері;
- вьєра — віра;
- гори́чий — гарячий;
- горнéц — глечик;
- дев'їть — дев'ять;
- дьикувати — дякувати;
- зьвєр — звір;
- каміні — каміння;
- квасок — щавель;
- кýчі — хлів для поросят;
- малькут — шульга;
- мамунця — пестлива назва мами;
- мжúчка — дрібний дощик;
- насіні — насіння;
- не́цки — ночви;
- одинáйціть — одинадцять;
- памніть, паміть — пам'ять;
- парканайціть — декілька;
- підпеньок — опеньок;
- попил — попіл;
- пу́льовані (полювання;
- сажі — сажа;
- стайня — хлів для худоби;
- татуньо — пестлива назва батька;
- толока — гуртова поміч сусідові;
- тру́мло — труна;
- фасоля — квасоля;
- фу́зия — рушниця;
- цап — козел для різання дров;
- щістя — щастя;

## Люди

Залужани на мапі сільської ради

В Залужанах народилися:
- Бурко Дмитро (нар. 1892 — пом. 1941) — політичний, громадський та військовий діяч, педагог, професор, діяч Пласту;
- Урбан Іван («Директор», «Ошуст», нар. ? — пом. ?) – діяч ОУН, господарський референт при Проводі ОУН[13][14];
- Урбан Осип («Зелений», «Малий Рен», нар. ? — пом. 17 квітня 1947) – сотенний сотні «Булава» у 1944—1945 роках, командир «Чоти організаційних працівників та бойовиків Самбірщини»[15];
- Урбан Теодор — вістун 5 сотні Українських Січових Стрільців[16];
- Савчин Михайло — вістун 5 сотні Українських Січових Стрільців[16];
- Орищак Петро («Микита»; нар. 1922 — пом. 1951) — вояк УПА з боївки «Донського», пораненим захоплений у полон енкаведистами, засуджений до розстрілу в 1950. У 1951 році розстріляний у Дрогобицькій тюрмі[17];
- Попіль Микола Йосипович (18 січня 1968 — 19 липня 1987) — воїн-інтернаціоналіст[18][19].